# Войнешть (Вултурешть, Васлуй)
Войнешть, Войнешті (рум. Voinești) — село у повіті Васлуй в Румунії. Входить до складу комуни Вултурешть.
Село розташоване на відстані 286 км на північ від Бухареста, 26 км на північний захід від Васлуя, 37 км на південь від Ясс.

## Населення
За даними перепису населення 2002 року у селі проживала 381 особа, усі — румуни. Усі жителі села рідною мовою назвали румунську.